# دونالد كوشنر
دونالد كوشنر (بالإنجليزية: Donald Kushner)‏ هو منتج منفذ ‏ ومنتج أفلام أمريكي، ولد في 2 مارس 1945 في بروفيدنس في الولايات المتحدة.

## وصلات خارجية
- دونالد كوشنر على موقع IMDb (الإنجليزية)
- دونالد كوشنر على موقع قاعدة بيانات الفيلم (الإنجليزية)